# 분당마을버스
주식회사 분당마을버스는 경기도 성남시 수정구 사송로 41(사송동 279)에 본사를 둔 마을버스 업체이다.
끊임없는 클레임에도 불구하고 상습적인 무정차 및 불친절한 고객 대응으로 인해 악명이 높은 것으로 알려져 있다.

## 주요 운행차량
전 차량이 일렉시티, BYD eBus-9, 그린시티와 BYD eBus-11과 BYD eBus-12로 운행한다.